# Ісмаїлов Абдулхакім Ісаакович
Абдулхакім Іса́кович Ісмаїлов ((в офіційних документах — Хакім; 1 липня 1916 — 17 лютого 2010) — радянський військовик. Учасник радянсько-фінської і німецько-радянської воєн. Герой Російської Федерації. Відомий завдяки встановленню прапора над рейсхтагом 2 травня 1945 року разом з сержантами Леонідом Горічевим та Олексієм Ковальовим. Цю подія відобразилася у знімку фотокореспондента Євгена Халдея, який виконував завдання ТА.

## Біографія
Народився в селі Аксай Хасавюртовського округу Дагестану. За національністю кумик. У Червоній Армії служив із грудня 1939 року.
Брав участь у німецько-радянській війні з 1942 року. На фронті — з 1942 року у складі 147-го стрілецького полку, пройшов з боями Україну, Білорусь, Польщу, половину Німеччини, звільняв Запоріжжя, Одесу, Варшаву.
На початку 1944 року командував відділенням у 247-му гвардійському стрілецькому полку 82-ї гвардійської стрілецької дивізії 8-ї гвардійської армії, у боях за Одесу навесні 1944 року був поранений. Після одуження був направлений до 83-ї окремої гвардійської розвідувальної роти 82-ї гвардійської стрілецької дивізії, з цією ротою Абдулхаким Ісакович дійшов до Берліна. У фронтовій газеті про нього писали як про відважного та безстрашного розвідника.
В інтерв'ю, даному в 2007 році, стверджував, що ще 28 квітня 1945 року Олексій Ковальов, він і Леонід Горичов встановили червоний прапор на одній з башт даху Рейхстагу.
Сам описував цю подію так:
|  | 28 квітня наша 83-та гвардійська розвідрота 82-ї гвардійської стрілецької дивізії виходить до Рейхстагу. Щільність військ величезна, артобстріл ведеться нещадний, але Рейхстаг для німців — святиня і символ, і пручаються вони в тисячу разів наполегливіше, ніж звичайно. Чотири рази на цей день війська штурмують рейхстаг. З величезними втратами та безуспішно. Перебуваючи у безпосередній близькості від палацу німецького парламенту, ми можемо просунутися ні метр. Командир нашої розвідроти Шевченко отримує наказ вислати розвідку і, у свою чергу, доручає це завдання трьом розвідникам — мені та двом моїм друзям: українцю Олексію Ковальову та білорусу Леоніду Горичову. Підійшли до палацу. Проскочили перший поверх будівлі, повний німців — шалених, п'яних. Піднялися на другий. Я мало не загинув там. Врятувала випадковість. Затримавшись на порозі величезної зали, в якій залягли фашисти, що відстрілювалися, побачив у великому палацевому дзеркалі двох німецьких автоматників, що причаїлися за дверима. Вбив їх. Побіг далі, треба було виконувати розвідувальну роботу. Зрештою, ми втрьох з товаришами опинилися на даху. Внизу точився бій. Перестрілка. Гуркіт артилерії. Такого завдання — поставити прапор — нам не давали. Але у всіх, хто штурмував Рейхстаг, про всяк випадок прапор із собою був. Був у нас. Ось ми його і встановили. Не на головному куполі, а на одній з веж. |

На прохання фотокореспондента ТАРС Євгена Халдея 2 травня 1945 року Ісмаїлов з Олексієм Ковальовим та Леонідом Горичевим встановили червоний прапор над рейхстагом, щоб сфотографувати цю подію на фотоплівку. Фотографія Халдея стала відома усьому світі.
За роки війни Абдулхакім Ісакович був п'ять разів поранений, але щоразу повертався до ладу.
У повоєнні роки працював у сільськогосподарському виробництві, потім був обраний головою Чагаротарського сільського виконкому. З 1955 року і до виходу на пенсію працював у Юзбашсько-Аксаєвській зрошувальній системі. Перебуваючи на заслуженому відпочинку, брав активну участь у суспільно-політичному житті Дагестану, проводив велику роботу з морального та патріотичного виховання молоді.
Напередодні 50-річчя Перемоги у Росії готували до друку підручник з історії німецько-радянської війни, підбирали для нього фотоматеріали. Серед інших виявив знімок військового фотокореспондента Євгена Халдея — три бійці встановлюють Прапор Перемоги над поваленим рейхстагом у Берліні. Почалися пошуки. Незабаром у програмі тележурналіста Миколи Сванідзе опинився літній киянин Олексій Ковальов. Коли йому показали ту фотографію, він миттєво відповів:
|  | Та це ж я, а поруч Льоня Горичів із Мінська та Абдулхакім Ісмаїлов із Дагестану! |

Указом Президента Російської Федерації № 212 від 12 лютого 1996 року Абдулхакіму Ісаковичу Ісмаїлову «за мужність і героїзм, виявлені в боротьбі з німецько-фашистськими загарбниками у Великій Вітчизняній війні 1941—1945 років» присвоєно звання Героя Російської Федерації.
Абдулхакім Ісмаїлов помер 17 лютого 2010 року.

## Нагороди
- Герой Російської Федерації (19.02.1996)
- Два ордени Червоного Прапора (18.05.1945, 18.05.1945)[9]
- Орден Вітчизняної війни І ступеня (11.03.1985)
- Орден Слави ІІІ ступеня (8.03.1945)
- Медаль «За відвагу» (12.03.1944)
- Медаль «За визволення Варшави»
- Медаль «За взяття Берліна»
- Ряд інших медалей

## Пам'ять
Вулиці:
- 2015 року колишній вулиці ім. Ф. Енгельса та дублюючої частини вулиці ім. Хізроєва в Радянському районі Махачкали було присвоєно ім'я Абдулхакіма Ісмаїлова[10].
- Проїзд Абдулхакіма Ісмаїлова в Махачкалі (Дагестан)[11].

Установи:
- У 2010 році Махачкалінській об'єднано-технічній школі ДТСААФ Росії було присвоєно ім'я Абдулхакіма Ісмаїлова[12].
- Школа у с. Чагаротар носить ім'я Абдулхакіма Ісмаїлова.
- Хасавюртівська школа № 10 носить ім'я А. І. Ісмаїлова[13].